# Вулиця Академіка Корольова (Одеса)
Ву́лиця Акаде́міка Корольо́ва — одна із вулиць Одеси, розташована в Київському районі, в південній частині міста, у селищі Таїрове. Названа на честь видатного українського науковця Сергія Корольова. Бере початок від Люстдорфської дороги та закінчується вулицею Архітекторською.
Перетинає вулиці Левітана, Євгена Чикаленка, проспект Князя Ярослава Мудрого. На вулиці Академіка Корольова розташовані обласне управління патрульної поліції, регіональний сервісний центр ГСЦ МВС в Одеській, Миколаївській та Херсонській областях, Верстатобудівний технікум (буд. 5/2), 20-та поліклініка (вул. Левітана, 62), ринок Південний (43-тя), ТЦ «Панорама», Київська районна адміністрація (буд. 9), сквер Академіка Корольова, тощо.

## Галерея

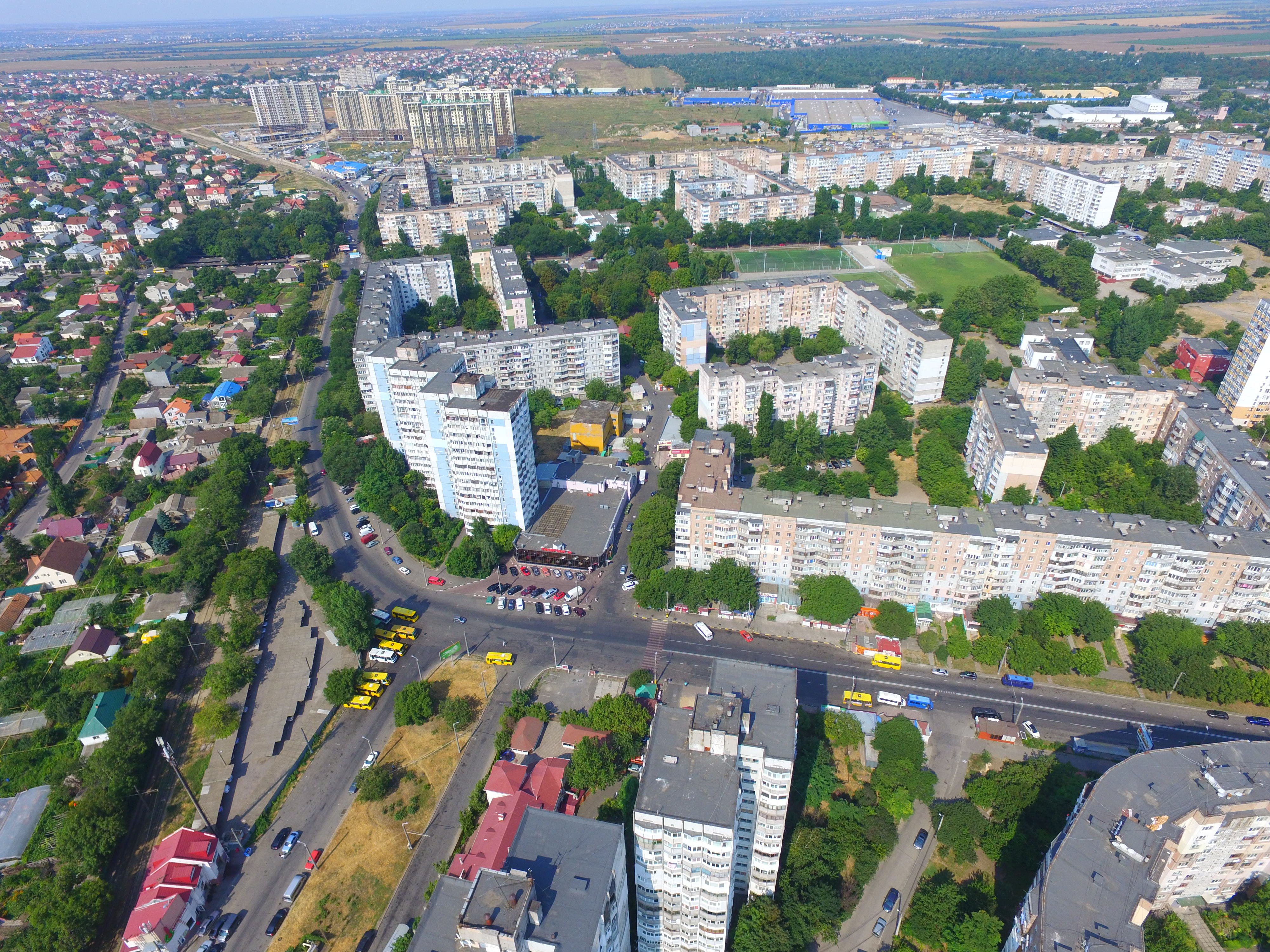
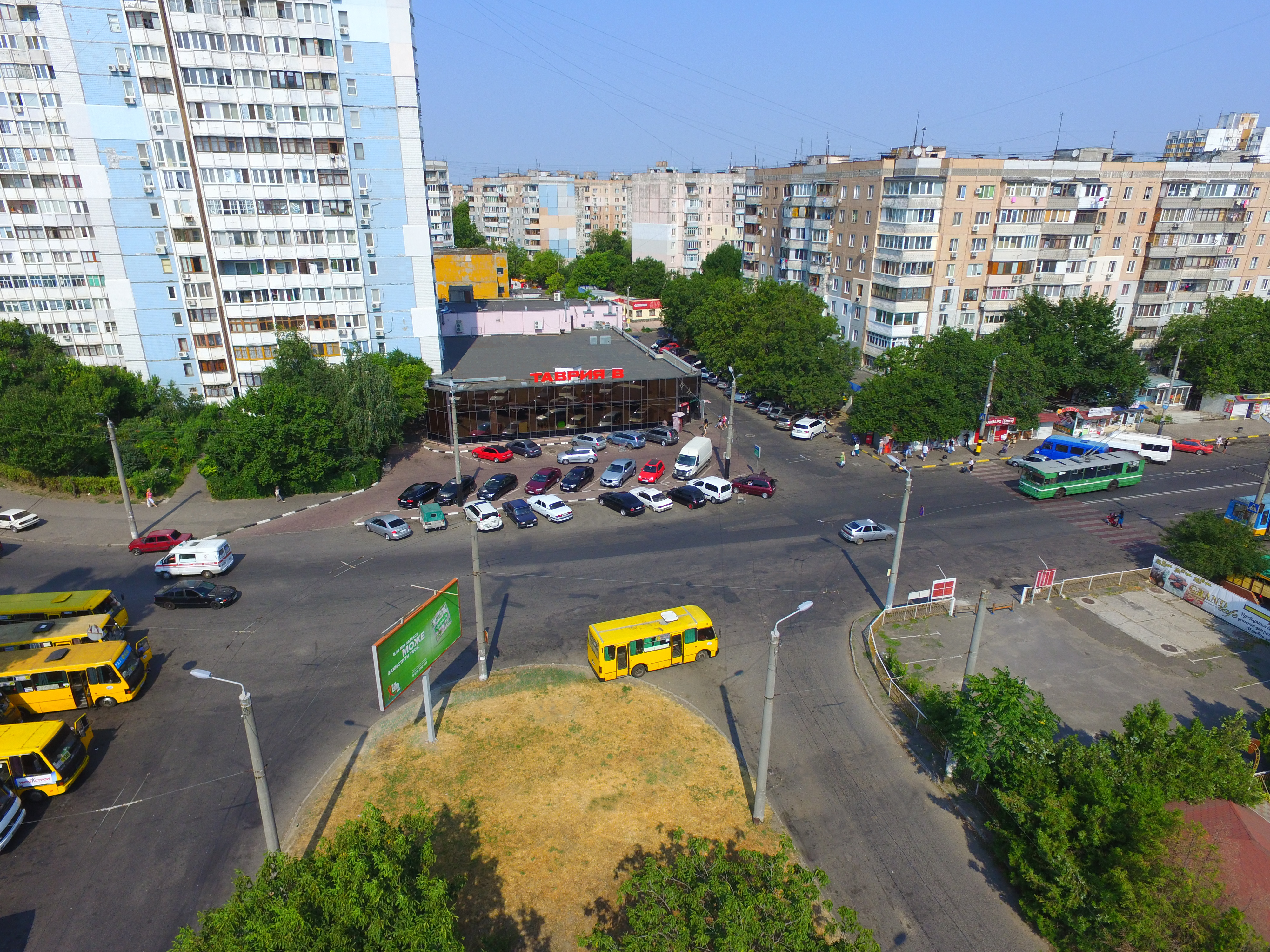
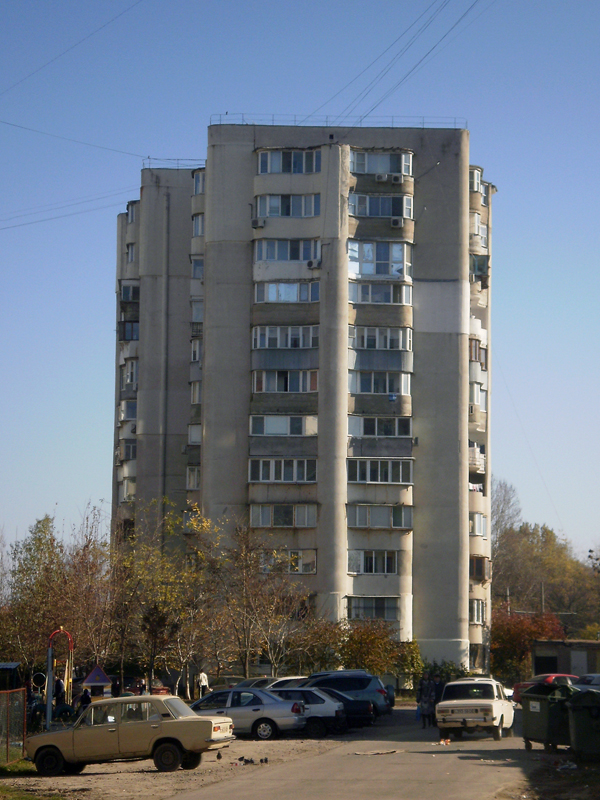

## Транспорт
Громадський транспорт представлений тролейбусами з номерами № 7, № 11, а також маршрутними таксі № 7, № 146, № 148, № 149, № 150, № 175, № 232, № 215, № 208, № 280, № 519. Трамвай № 13 перетинає вулицю в районі обласного управління патрульної поліції.